# Isaac Lee
Isaac Lee Possin (Bogotá, 5 de enero de 1971) es un periodista, empresario y productor de cine y televisión colombiano. Es el presidente ejecutivo y fundador de Exile Content Studio. Anteriormente fue Presidente de Noticias de Univision y CEO del canal de televisión por cable y plataforma digital en inglés Fusion, un proyecto de Univision y Disney–ABC Television Group. Lee, hijo de inmigrantes judíos, ha ejercido como periodista y editor de revistas desde finales de los años noventa y vive en Los Ángeles.

## Trayectoria profesional
Posee una maestría en periodismo y estudios de posgrado en publicación, negociación y resolución de conflictos de las universidades de Stanford y Harvard.
A los 25 años fue nombrado editor de Cromos. A los 26 fue nombrado editor en jefe de Semana, la revista se convirtió en una casa editorial con varios títulos y propiedades digitales. La revista fue crucial en varias de las coyunturas políticas más importantes de Colombia. Un artículo de portada de 1997, publicó un informe especial, que desencadenó la renuncia de dos ministros, un par de días después. Semana también publicó crónicas de carácter investigativo y entrevistas controversiales durante la época en que al presidente Ernesto Samper Pizano se le acusaba de haber financiado su campaña con más de seis millones de dólares del cartel de Cali. Lee fue despedido inmediatamente después.
Mientras trabajaba para Publicaciones Semana, Lee lanzó Soho, una revista con crónicas y contenido erótico. Lideró la transición de Publicaciones Semana hacia la era digital, proceso en el cual desarrolló un portal de información local que fue vendido a Terra (una división de Telefónica).
Durante la reunión anual del Foro Económico Mundial del 2009, se lanzó, en el marco de la iniciativa Media, Entertainment & Information Industry Partners, un proyecto a un año para explorar las oportunidades para los medios en los mercados emergentes, donde Lee fue uno de los protagonistas. El proyecto fue una colaboración conjunta entre la Escuela de Negocios de Yale y McKinsey & Co.[cita requerida]
Lee participó en el Foro Económico Mundial para América Latina 2010, en la sesión titulada Oportunidades Económicas y de Inversión en Colombia.[cita requerida]

### Revista Poder
Se desempeñó como fundador y editor en jefe de la revista Poder, una publicación pan-regional dirigida a la élite empresarial, con ediciones especiales para el mercado hispano de Estados Unidos, Miami, México, Colombia y Perú, y con una circulación de más de medio millón de ejemplares. Posteriormente, la revista se vendió a Televisa y otros inversores.
Bajo la administración de Lee, Poder se hizo acreedora al Premio a la Libertad de Prensa entregado por la Sociedad Interamericana de Prensa, SIP, gracias a una historia escrita por el mexicano Jesús Blancornelas acerca del cartel de Tijuana. Poder tiene un acuerdo de contenido con la revista The Economist, habiendo sido comprada en 2009 por Televisa.

### Univision
El 9 de diciembre de 2010 Univision anunció el nombramiento de Lee como presidente de Noticias.
Poco después de unirse a Univision, Lee anunció que estaba trabajando en el lanzamiento de un canal de noticias por cable en inglés las 24 horas; el nuevo canal se anunció oficialmente en mayo de 2012 como una empresa conjunta entre Disney–ABC Television Group y Univision. En febrero de 2013, ambas cadenas anunciaron que el nuevo canal se llamaría Fusion.
En 2011 se crearon dos nuevos departamentos dentro de los informativos: una Unidad de Investigación a cargo de Gerardo Reyes y una Unidad de Documentales a cargo de Juan Rendón. La Unidad de Documentales más tarde se convirtió en StoryHouse, una empresa de desarrollo y producción de contenido que produce contenido original para la cartera de redes propias de UCI, así como para redes y plataformas de terceros.
Bajo el mandato de Lee, Noticias Univision ha obtenido varios reconocimientos a la excelencia periodística, como en el 2012 los premios Peabody e Investigative Reporters and Editors, Inc. (IRE) por su investigación "Rápido y furioso", tres premios Emmy por reportajes de investigación destacados, revista de noticias destacada y cobertura de noticias de última hora destacada; y dos premios Gracie, y el premio Cronkite a la excelencia en periodismo político.
En febrero de 2015, como parte de una reorganización de la operación digital de Univision, el rol de Lee se amplió para liderar Digital para todo Univision como presidente de Digital. Poco después, bajo el liderazgo de Lee, Univision anunció la adquisición del sitio de noticias afroamericano The Root.
En noviembre de 2015, Lee fue nombrado para el puesto recién creado de director de noticias y digital, con responsabilidades adicionales sobre multicultural y música y manteniendo la supervisión de las divisiones de noticias y digitales.

## Filmografía
En 2009 produjo el documental Colombia Hostage Rescue para la National Geographic TV, el cual se vio en trece países de la región. Fue productor de la película Paraíso Travel, una historia sobre la migración latinoamericana a Estados Unidos basada en la novela homónima del colombiano Jorge Franco.[cita requerida] Ganó en catorce festivales de cine en diferentes categorías.